# Arrondissement d'Espalion
L'arrondissement d'Espalion est un ancien arrondissement français du département de l'Aveyron. Il fut créé le 17 février 1800 et supprimé le 10 septembre 1926. Les cantons revinrent à l'arrondissement de Rodez. 

## Composition
Il comprenait les cantons de Entraygues-sur-Truyère, Espalion, Estaing, Laguiole, Mur-de-Barrez, Saint-Amans-des-Cots, Saint-Chély-d'Aubrac, Sainte-Geneviève-sur-Argence et Saint-Geniez-d'Olt.

## Sous-préfets
| Période          | Période           | Identité                                    | Fonction précédente                                          | Observation                                                                |
| ---------------- | ----------------- | ------------------------------------------- | ------------------------------------------------------------ | -------------------------------------------------------------------------- |
|                  |                   |                                             |                                                              |                                                                            |
| 9 juillet 1836   | 2 novembre 1838   | Ferdinand Eckbrecht de Durckheim-Montmartin |                                                              | Nommé sous-préfet de Nantua                                                |
|                  |                   |                                             |                                                              |                                                                            |
| 1870             | 1875              | Émile Devic                                 |                                                              |                                                                            |
|                  |                   |                                             |                                                              |                                                                            |
| 30 décembre 1877 | 31 mai 1879       | François Pouydebat                          |                                                              | Nommé sous-préfet de Bagnères-de-Bigorre                                   |
| 31 mai 1879      | 6 novembre 1881   | Joseph Exbrayat                             |                                                              | Nommé sous-préfet de Sisteron                                              |
| 6 novembre 1881  | 8 novembre 1882   | Edmond Carron                               | Sous-préfet de Sisteron                                      | Remplacé                                                                   |
| 8 novembre 1882  | 23 février 1884   | Victor Coutaud                              | Conseiller de préfecture du Tarn                             | Nommé sous-préfet de Châtillon-sur-Seine                                   |
| 23 février 1884  | 2 mars 1885       | Jules Simon                                 | Conseiller de préfecture de l'Ain                            | Nommé sous-préfet de Joigny                                                |
| 2 mars 1885      | 14 novembre 1886  | Pierre Trigant-geneste                      | Conseiller de préfecture de l'Indre                          | Nommé sous-préfet de Castellane                                            |
| 14 novembre 1886 | 27 novembre 1886  | Pascal Clerc                                | Secrétaire général de la préfecture des Pyrénées-Orientales  | Nommé sous-préfet de Saint-Sever                                           |
| 27 novembre 1886 | 18 octobre 1887   | Hippolyte Morice                            | Conseiller de préfecture de la Gironde                       | Nommé sous-préfet de Vitré                                                 |
| 18 octobre 1887  | 6 juillet 1895    | Charles Hardy                               | Sous-préfet d'Embrun                                         | Nommé sous-préfet de Lombez                                                |
| 6 juillet 1895   | 30 novembre 1896  | Charles Casta                               |                                                              | Nommé sous-préfet de Saint-Pons                                            |
| 30 novembre 1896 | 13 février 1897   | Albin Treilles                              | Sous-préfet de Saint-Pons                                    | Mis en disponibilité                                                       |
| 13 février 1897  | 26 janvier 1898   | Charles Toutant                             |                                                              | Mis en disponibilité sur sa demande                                        |
| 26 janvier 1898  | 5 avril 1899      | Paul Haul-petit-fourichon                   | Chef de cabinet du préfet des Bouches-du-Rhône               | Nommé sous-préfet de Thonon                                                |
| 5 avril 1899     | 7 mai 1907        | Adrien Delatouche                           | Sous-préfet de Thonon                                        | Remplacé                                                                   |
| 7 mai 1907       | 10 juin 1909      | Henry Cassé-Barthe                          | Commissaire de l'Annam à l'exposition coloniale de Marseille | Nommé secrétaire général de la préfecture de l'Allier                      |
| 10 juin 1909     | 6 novembre 1909   | Jean Chapsal                                | Sous-préfet de Sisteron                                      | Mis en disponibilité sur sa demande                                        |
| 6 novembre 1909  | 3 mars 1914       | Pierre Vacquier                             | Sous-préfet de Marennes                                      | Nommé sous-préfet de Millau                                                |
| 3 mars 1914      | 9 janvier 1916    | Augustin Jouve                              | Sous-préfet de Corte                                         | Mobilisé pour la guerre                                                    |
| 11 avril 1916    | 10 octobre 1916   | Fernand Herfray                             | Secrétaire général de la préfecture de la Haute-Saône        | Nommé sous-préfet de Tonnerre                                              |
| 12 octobre 1916  | 22 octobre 1920   | Jean Albertini                              | Conseiller de préfecture de l'Aisne                          | Nommé sous-préfet d'Arcis-sur-Aube                                         |
| 22 octobre 1920  | 20 février 1921   | Paul Peroni                                 | Sous-préfet de Nontron                                       | Remplacé                                                                   |
| 20 février 1921  | 5 juillet 1925    | Marcel Louvard                              |                                                              | Nommé conseiller de préfecture du Pas-de-Calais                            |
| 17 juillet 1925  | 22 septembre 1926 | François Coldefy                            | Secrétaire général de la préfecture de l'Aveyron             | Rattaché à la préfecture de l'Aveyron à la fermeture de la sous-préfecture |

## Liens
- L'ALMANACH IMPÉRIAL POUR L'ANNÉE 1810 - CHAPITRE X: Organisation administrative